# Sporadanthus tasmanicus
Sporadanthus tasmanicus är en gräsväxtart som först beskrevs av Joseph Dalton Hooker, och fick sitt nu gällande namn av Barbara Gillian Briggs och Lawrence Alexander Sidney Johnson. Sporadanthus tasmanicus ingår i släktet Sporadanthus och familjen Restionaceae. Inga underarter finns listade i Catalogue of Life.